# Jay David Bolter
Jay David Bolter (ur. 17 sierpnia 1951) – amerykański naukowiec, profesor Georgia Institute of Technology, teoretyk hipertekstu, badacz nowych mediów. Autor kluczowego dla teorii hipertekstu pojęcia zjawiska remediacji.
W 1980 roku wspólnie z Michaelem Joyce’em i Johnem B. Smithem stworzył Storyspace – pionierski program do tworzenia, edytowania i czytania dzieł hipertekstowych, przy użyciu którego stworzono pierwsze klasyczne powieści hipertekstowe, jak Popołudnie, pewna historia Michaela Joyce’a, Victory Garden Stuarta Moulthropa czy Patchwork Girl Shelley Jackson.
Autor klasycznej publikacji o przemianach druku i książki oraz kulturowym zastosowaniu nowych mediów: Writing Space: Computers, Hypertext, and the Remediation of Print (1991, II wyd. 2001). Jej pierwsze wydanie zostało napisane w programie Storyspace i ukazało się równolegle na dyskietce, czyniąc je jednym z pierwszych tekstów naukowych poświęconych nowym mediom, które same sobą stanowiły przykład swojej tezy – w tym przypadku remediacji druku przez piksele. W 2014 roku zostało wydane tłumaczenie dzieła na język polski, noszące tytuł: Przestrzeń pisma. Komputery, hipertekst i remediacja druku przez Fundację Korporację Ha!art oraz Miejskie Centrum Kultury w Bydgoszczy w ramach Programu Liberatak.

## Wybrane dzieła
- Człowiek Turinga. Kultura zachodu w wieku komputera (1984; wyd. polskie 1990)
- Przestrzeń pisma. Komputery, hipertekst i remediacja druku (1991, II wyd. 2001; wyd. polskie 2014)
- Remediation: Understanding New Media (wraz z Richardem Grusinem, 1999)
- Windows and Mirrors: Interaction Design, Digital Art and the Myth of Transparency (wraz z Diane Gromalą, 2003)